# Хайдеке, Вениамин
Вениамин Хайдеке (нем. Benjamin Christoph Gotthilf Heidecke; ок. 1763 — 1811) — пастор, педагог, публицист, переводчик, автор нескольких учебников и издатель ряда периодических печатных изданий.

## Биография
Родился в Мерзебурге (на территории нынешней земли Саксония-Анхальт) около 1763 года. Изучал право в Лейпцигском университете.
В 1788 году был домашним учителем в Роннебурге в Лифляндии, а в 1790 году — в Ревеле у Эстляндского губернатора Врангеля. Затем поступил на военную службу в конно-егерский полк, но скоро оставил её, приехал в Москву в качестве домашнего учителя к пастору Петропавловской церкви Яржембскому, женился на его дочери, сделался его помощником, а после отъезда Яржембского из Москвы занял его место.
В июле 1801 года Хайдеке имел уже звание пробста. Он был прекрасно образован, обладал светлым умом и ораторским талантом и был хорошо знаком с произведениями духовного красноречия; поэтому проповеди его, в которых он боролся с религиозными предрассудками и заблуждениями, всегда имели успех у его слушателей. Некоторые из них напечатаны и переведены на русский язык. Он проповедовал и по-русски, например в 1796 году обрусевшим немцам-рабочим на Нарышкинских заводах. Квартира его при церкви была всегда полна народа: одни, к числу которых принадлежали бедные и удрученные горем, приходили к нему за помощью и советом, другие, более состоятельные люди, находили удовольствие в беседе с ним.
Хайдеке заведовал в качестве инспектора церковным училищем, устроил при нём интернат для мальчиков и вообще довел его до блестящего состояния, несмотря на то что денежные средства училища были очень скудны: все дело велось на проценты с капитала в 4000 рублей, пожертвованного графом Я. Е. Сиверсом, и на плату за учение, взимавшуюся соответственно имущественному положению родителей учеников (бедные были освобождены от платы). Училище, обязанное своим процветанием исключительно Хайдеке, привлекало не только немцев и других иностранцев, но и русских.
Хайдеке составил «Plan pour la fondation d'une école en faveur du Tiers-Etat Etranger et de ses Orphelins. Adresse à la Nation. Mitau, 1804». Для учеников этого училища им были также составлены в 1804 и 1805 годах катехизис, начальные латинская, французская и немецкая грамматики, французский и немецкий буквари. Несколько раньше, в 1802 году, он издал учебник Закона Божия для конфирмантов своего прихода.
Умер в апреле 1811 года.

## Издательская и литературная деятельность
Литературная его деятельность началась ещё во время пребывания его в Лейпциге. Здесь им были выпущены в свет: «Tableau von Leipzig im Jahr 1783» и «Für das Leben in Hütten und in Palästen» (1785). В Риге были напечатаны: в 1788 году — «Jakob Böhmens Schattenriss» (начат в 1785 году и окончен в Роннебурге в 1788 году) и в 1802 году — «Anastasis oder über die Pflicht, der Möglichkeit vorzubeugen, lebendig begraben zu werden. Für die Nation». В Москве был напечатан ряд его переводов с русского и французского языков на немецкий язык.
Вениамин Хайдеке занимался также издательской деятельностью. Он последовательно издавал следующие журналы:
- «Russischer Merkur», 1805 год, печатался в Риге, вышло 6 выпусков, после чего журнал был запрещен. Н. Полевой с большой похвалой отзывался в 1827 году в «Московском телеграфе» о первом номере журнала, единственном, который он случайно видел, а издателя назвал остроумным, ученым человеком и хорошим писателем.
- «Konstantinopel und St.-Petersburg, der Orient und der Norden», печатался в Санкт-Петербурге и Пениге; в 1806 году, на четвёртом выпуске, издание было прекращено.
- «Janus oder Russische Papiere», Riga, 1808 г., вышла только одна тетрадь и журнал был запрещен.
- «Monatliche Zeitung des Gräflich-Sieversschen Schul-Instituts bey der luth. Neu-Kirche in Moskwa», июньский выпуск 1808 года выпущен в Петербурге; с июля 1808 года по февраль 1809 года журнал выходил в Дерпте, попеременно — на немецком и русском языках.

Издательская деятельность принесла Хайдеке много неприятностей, вследствие смелости, с которой он касался некоторых предметов, и из-за которой он нажил себе множество врагов. В 1805 году он едва не попал под суд из-за заметки в «Русском меркурии»; вероятно, вследствие заступничества графа Сиверса дело ограничилось лишь запрещением журнала; А. И. Тургенев писал своему другу А. С. Кайсарову 7 декабря 1805 года: «Гедиков журнал здесь запрещен, и если б не одна прекрасная действительная тайная советница за него вступилась, то бы обер-полицм. не удовольствовался одним строгим выговором оклеветавшему здешнюю полицию и тому, кто, будучи облагодетельствован Русскими, не только платит им неблагодарностью, но еще смеется над их простодушием».
В 1808 году в журнале Хайдеке было напечатано «кощунственное выражение о Богородице». Решено было выслать его за границу, и он произнёс уже прощальную проповедь. Однако прихожане послали в Петербург депутацию с целью выхлопотать помилование любимому пастору, чего им и удалось достигнуть: Александр I разрешил ему остаться в Москве, но журнал опять был запрещён цензурой.